# Erwin Weitzl
Erwin Weitzl (* 17. Juli 1960) ist ein ehemaliger österreichischer Kugelstoßer.
Bei den Leichtathletik-Halleneuropameisterschaften wurde er 1982 in Mailand Zwölfter und 1983 in Budapest Sechster. Bei den Leichtathletik-Weltmeisterschaften 1983 in Helsinki und bei den Olympischen Spielen 1984 in Los Angeles schied er in der Qualifikation aus.
Neunmal wurde er österreichischer Meister im Kugelstoßen (1979–1986, 1988) und siebenmal im Diskuswurf (1980, 1983, 1986–1990). In der Halle holte er von 1981 bis 1985 fünfmal in Folge den nationalen Titel im Kugelstoßen.

## Persönliche Bestleistungen
- Kugelstoßen: 20,04 m, 1. Juni 1985, Rom
  - Halle: 18,79 m, 11. Februar 1982, Wien
- Diskuswurf: 63,22 m, 3. Juli 1988, Schwechat